# Schrankia squalida
Schrankia squalida là một loài bướm đêm trong họ Erebidae.